# 巴耶杜帕尔
巴耶杜帕尔（西班牙語：Valledupar）位于哥伦比亚北部，是塞萨尔省的首府，人口约40万（2005年）。为了纪念统治美洲原住民的世袭村长Upar，这座城市的名称被确立为（Upar的山谷）。这座城市位于圣玛尔塔内华达山脉和佩里哈山脈之间，并且和Guatapurí River与塞薩爾河相邻。
1. ↑  Alcaldia Valledupar: Historia de Valledupar （页面存档备份，存于） （西班牙語） valledupar.gov.co Accessed 8 October 2006.